# Penninghof

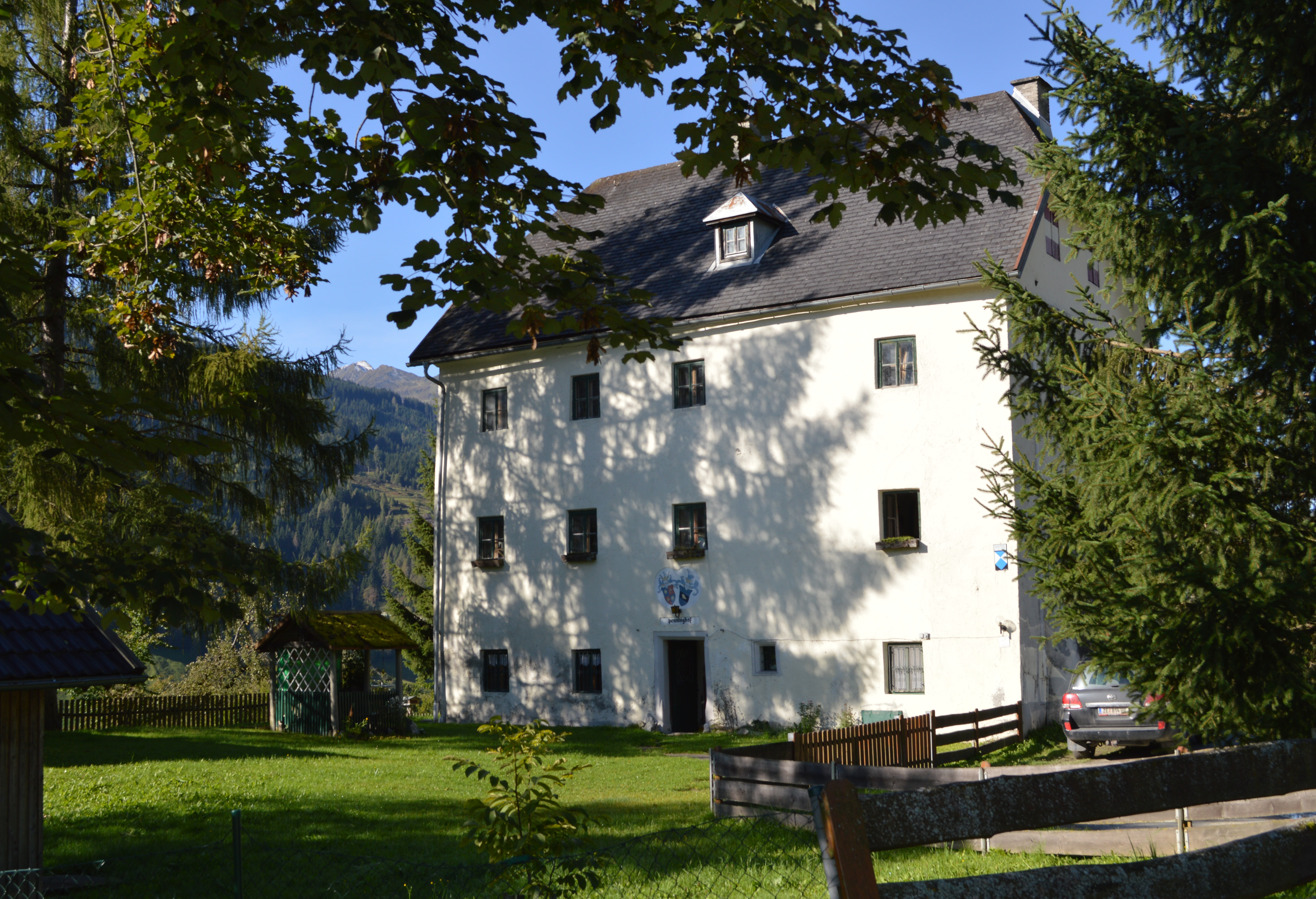
Der Ansitz Penninghof

Der abgegangene Penninghof (bisweilen auch Edelsitz Obkirchen genannt) liegt in der Gemeinde Taxenbach im Bezirk Zell am See von Salzburg (Gschwandtnerberg, Haus-Nr. 17). Trotz des Fehlens der für den Pinzgau typischen Erker oder Ecktürme zählt das Gebäude zu den echten Salzburger Ansitzen.

## Geschichte
Die ältesten Erwähnungen datieren auf 1427 und 1429. In diesen ist die Rede, dass „Hans Strasser zu Straß“ ein erzbischöfliches Lehen innehatte, ain Gut genant Obkirchen gelegen in Tachsenpacher gericht. Hans übergab diesen Hof als Morgengabe 1433 an seine Frau Margaretha, Tochter des „Mathensen des Thürndl“. Nach dem Tode Hans Strassers verkauften seine Witwe Margaretha Strasser und Elsbet Hofinger das Gut an die noch minderjährigen Kinder des Michael Emhofer, deren Lehensträger Wilhelm Penninger war. Das Adelsgeschlecht der Penninger stammt aus Taxenbach; 1191 scheint erstmals ein „Gottschalk von Penninger“ auf. Noch vor 1490 ging der Besitz ganz an „Wilhelm Penninger“ über. Seine Nachfolger wurden „Ulrich Penninger“, verehelicht mit „Ursula Heill“ († 1552; → Capeln zu unser Fraur im Elend), und dessen Bruder „Andreas Penninger“. Zwischen 1540 und 1550 erbte Gottfried Penninger, ein Sohn Ulrichs, den Besitz. Gottfried Penninger († 1592) war verheiratet mit „Anna Kölderer zu  Höch“; er wurde von „Constatin Penninger“ beerbt. Nach dem Tode Constantin Pennigers, als dessen Bruder Wilhelm Penninger das Anwesen innehatte, wurde dieses 1613 erstmals als Edelsmannsitz zu Obkirchen bezeichnet. 
Nach diesem erwarb „Jakob Wilpenhofer zu Lerchen und Obkirchen“ diesen Ansitz. 1624 konnte „Abel Wilpenhofer“ vom Erzbischof Paris von Lodron erreichen, dass eine Einfang-Bewilligung ausgestellt wurde. Nach dem Ableben Abel Wilpenhofers 1629 verkauften seine Erben das Schlössl Penningperg an „Johann Baptist Voglmayr“, Land- und Forstrichter in der Rauris. Dessen Kinder veräußerten 1649 den Besitz an das Paris Lodronsche Collegium Marianum zu Salzburg, welches auch die Grundherrschaft darüber erwarb. 
Die nach 1665 folgenden Besitzer nutzten den Ansitz als Wohn- oder Bauernhaus, namentlich Ulrich Schläffer (1665), Christian Schläffer (1692), dessen Sohn Hans Schläffer (1726), Simon Schläffer (1773), Alexander Schläffer (1810). Peter Gschwandtner, Taxwirt zu Taxenbach, kaufte 1842 das Schlössl. 1879 wurde er von seinen drei Stieftöchtern Julie, Maria und Anna Straubinger beerbt. Diese verkauften 1887 den Besitz an Peter Schernthaner. Auf diesen folgen auf dem Erbweg Peter Schernthaner (1912), Peter Schernthaner (1941) und Elisabeth Schernthaner (1965). Die Familie Schernthaner ist nach wie vor im Besitz des Penninghofes.

## Penninghof heute
Das Gebäude ist heute ein Bauernhof. Durch Brände musste das Haus mehrmals umgestaltet werden. Es ist dreigeschoßig und wird von einem Satteldach, das beidseitig mit einem Schopf versehen ist, bedeckt. Im Erdgeschoß sind noch spätgotische Tür- und Fenstergewände und in zwei Zimmern Kassettendecken erhalten. Oberhalb des Eingangs sind Reste des Wappens der Penninger erkennbar, sonst ist der Bau schmucklos. 
Wappen der Penninger (ein weißer Fäustling auf rotem Grund) von 1500 finden sich auch auf der Festung Hohensalzburg und von 1536 auch im Wappensaal auf der Burg Goldegg.